# Columna Joaquín Maurín
La Columna Joaquín Maurín fou una milícia paramilitar formada per voluntaris durant la Guerra Civil espanyola. Estava formada per 10 centúries. Sortí cap al Front d'Aragó el 3 d'agost de 1936 des de Barcelona. Va ocupar posicions al sector d'Osca. Estava formada majoritàriament per militants del Partit Obrer d'Unificació Marxista de les províncies de Barcelona, Girona i en menor mesura Tarragona.
El 10 d'octubre de 1936 dues centúries foren transferides al front de Madrid per col·laborar en la defensa de la capital. Es desplegaren al sector de Brunete on patiren nombroses baixes.